# Oxid stříbrnatý
Oxid stříbrnatý (chemický vzorec AgO nebo Ag2O2) je společně s oxidem stříbrným Ag2O, oxidem stříbrno-stříbřitým AgIAgIIIO2 a oxidem stříbřitým Ag2O3 jedním ze čtyř oxidů stříbra, které je v něm přítomné v oxidačním čísle II.